# All We Are Saying...
All We Are Saying… je studiové album Billa Frisella, vydané v září roku 2011 u Savoy Jazz Records. Album je složené z písní, které napsali John Lennon a Paul McCartney, případně jen John Lennon. Album produkoval Lee Townsend.

## Seznam skladeb
| Pořadí         | Název                             | Autor             | Délka |
| -------------- | --------------------------------- | ----------------- | ----- |
| 1.             | Across the Universe               | Lennon, McCartney | 5:53  |
| 2.             | Revolution                        | Lennon, McCartney | 3:50  |
| 3.             | Nowhere Man                       | Lennon, McCartney | 5:14  |
| 4.             | Imagine                           | Lennon            | 4:51  |
| 5.             | Please, Please Me                 | Lennon, McCartney | 2:06  |
| 6.             | You've Got to Hide Your Love Away | Lennon, McCartney | 5:10  |
| 7.             | Hold On                           | Lennon            | 3:56  |
| 8.             | In My Life                        | Lennon            | 4:05  |
| 9.             | Come Together                     | Lennon, McCartney | 5:10  |
| 10.            | Julia                             | Lennon, McCartney | 3:31  |
| 11.            | Woman                             | Lennon            | 4:21  |
| 12.            | Number 9 Dream                    | Lennon            | 3:42  |
| 13.            | Love                              | Lennon            | 2:18  |
| 14.            | Beautiful Boy                     | Lennon            | 3:27  |
| 15.            | Mother                            | Lennon            | 6:52  |
| 16.            | Give Peace a Chance               | Lennon            | 3:38  |
| Celková délka: | Celková délka:                    | Celková délka:    | 68:02 |

## Sestava
- Bill Frisell – kytara
- Greg Leisz – steel kytara, akustická kytara
- Jenny Scheinman – housle
- Tony Scherr – baskytara
- Kenny Wollesen – bicí